# Якунічі
Яку́нічі (рос. Якуничи) — присілок у складі Орічівського району Кіровської області, Росія. Входить до складу Мирнинського міського поселення.
Населення становить 3 особи (2010, 4 у 2002).
Національний склад станом на 2002 рік — росіяни 100 %.